# Campeonato Europeu de Ginástica Artística de 2004
O Campeonato Europeu de Ginástica Artística de 2004 teve suas competições femininas realizadas em separado das masculinas. Enquanto os homens competiram em Ljubljana, na Eslovênia, as mulheres disputaram suas provas em Amsterdã, na Holanda.

## Eventos
- Individual geral masculino
- Equipes masculino
- Solo masculino
- Barra fixa
- Barras paralelas
- Cavalo com alças
- Argolas
- Salto sobre a mesa masculino
- Individual geral feminino
- Equipes feminino
- Trave
- Solo feminino
- Barras assimétricas
- Salto sobre a mesa feminino

## Medalhistas
| Evento                       | Ouro                    | Prata                    | Bronze                    |
| Masculino                    |                         |                          |                           |
| Equipes detalhes             | ROU                     | BLR                      | FRA                       |
| Individual geral detalhes    | ROU Marian Dragulescu   | ESP Rafael Martínez      | BLR Denis Savenkov        |
| Solo detalhes                | ROU Marian Dragulescu   | BUL Jordan Jovtchev      | ESP Rafael Martínez       |
| Cavalo com alças detalhes    | ROU Ioan Suciu          | ITA Alberto Busnari      | HUN Krisztian Berki       |
| Argolas detalhes             | RUS Alexander Safoshkin | GRE Dimosthenis Tampakos | ITA Matteo Morandi        |
| Salto sobre a mesa detalhes  | ROU Marian Dragulescu   | LAT Evgeni Sapronenko    | POL Leszek Blanik         |
| Barras paralelas detalhes    | UKR Roman Zozulia       | UKR Valeri Goncharov     | FRA Yann Cucherat         |
| Barra fixa detalhes          | GRE Vlasios Maras       | SLO Aljaž Pegan          | CHE Christoph Schaerer    |
| Feminino                     |                         |                          |                           |
| Equipes detalhes             | ROU                     | UKR                      | RUS                       |
| Individual geral detalhes    | UKR Alina Kozich        | ROU Daniela Sofronie     | RUS Elena Zamolodchikova  |
| Salto sobre a mesa detalhes  | ROU Monica Rosu         | RUS Anna Pavlova         | RUS Elena Zamolodchikova  |
| Barras assimétricas detalhes | RUS Svetlana Khorkina   | GBR Beth Tweddle         | UKR Iryna Krasnianska     |
| Trave detalhes               | ROU Catalina Ponor      | ROU Alexandra Eremia     | RUS Svetlana Khorkina     |
| Solo detalhes                | ROU Catalina Ponor      | ESP Elena Gomez          | ITA Maria Teressa Gargano |

## Quadro de medalhas
| Ordem | País         | Medalha de ouro | Medalha de prata | Medalha de bronze |    |
| ----- | ------------ | --------------- | ---------------- | ----------------- | -- |
| 1     | Roménia      | 9               | 2                |                   | 11 |
| 2     | Ucrânia      | 2               | 2                | 1                 | 5  |
| 3     | Rússia       | 2               | 1                | 4                 | 7  |
| 4     | Grécia       | 1               | 1                |                   | 2  |
| 5     | Espanha      |                 | 2                | 1                 | 3  |
| 6     | Itália       |                 | 1                | 2                 | 3  |
| 7     | Bielorrússia |                 | 1                | 1                 | 2  |
| 8     | Eslovénia    |                 | 1                |                   | 1  |
| 8     | Letónia      |                 | 1                |                   | 1  |
| 8     | Grã-Bretanha |                 | 1                |                   | 1  |
| 8     | Bulgária     |                 | 1                |                   | 1  |
| 12    | França       |                 |                  | 2                 | 2  |
| 13    | Bielorrússia |                 |                  | 1                 | 1  |
| 13    | Polónia      |                 |                  | 1                 | 1  |
| 13    | Suíça        |                 |                  | 1                 | 1  |
| TOTAL | TOTAL        | 14              | 14               | 14                | 42 |